# Quintus Caecilius Metellus Creticus
Quintus Caecilius Metellus Creticus (circa 135 v.Chr. - circa 54 v.Chr.) was een Romeinse politicus uit de 1e eeuw v.Chr.
Quintus Caecilius Metellus Creticus was een zoon van Gaius Caecilius Metellus Caprarius, die consul was in 113 v.Chr. Caecilius Metellus Creticus was tussen 74 en 72 v.Chr. een jaar praetor. In 70 v.Chr. steunde hij samen met andere vooraanstaande patriciërs, Gaius Verres, die werd aangeklaagd wegens wanbeheer, door de Sicilianen.
In 69 v.Chr. werd Creticus consul en vocht met succes tegen de zeerovers van het eiland Kreta. Van 68 tot 65 v.Chr. was hij proconsul en maakte van Kreta een Romeinse provincie. Hij kreeg het aan de stok met Gnaeus Pompeius Magnus over de te volgen strategie in de oostelijke Middellandse Zee.. Pompeius voorkwam dat Creticus zijn triomftocht mocht houden. Op zijn beurt verhinderde Creticus,  dat Pompeius het belangrijke commando over het oosten van het rijk tot 60 v.Chr. kon uitbouwen. Tijdens de samenzwering van Lucius Sergius Catilina in 63 v.Chr. werd Creticus naar Apulië gezonden. Na zijn terugkomst in 62 v.Chr. mocht hij eindelijk zijn triomftocht voor Kreta houden.
In 60 v.Chr. werd hij als gezant naar Gallië gestuurd om te voorkomen dat de lokale stammen zich zouden aansluiten bij de opstandige Helvetiërs. Vanaf 73 v.Chr. tot aan zijn dood in 54 v.Chr. was Creticus Pontifex. Zijn dochter Caecilia Metella trouwde met Marcus Licinius Crassus, de gelijknamige zoon van Marcus Licinius Crassus Dives die deel uitmaakte van het Eerste triumviraat. Haar graftombe staat nog steeds aan de Via Appia, buiten de stadsmuren van Rome.

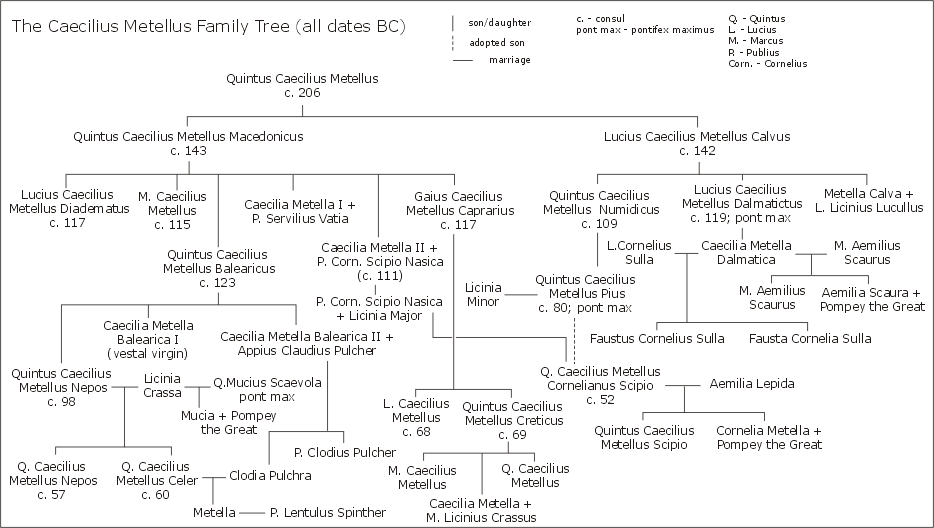
Stamboom van de gens Caecilia